# Roman Reigns
Leati Joseph "Joe" Anoa'i (født 25. maj 1985) er en amerikansk wrestler og tidligere amerikansk fodboldspiller. Anoa'i wrestler i verdens førende wrestlingorganisation WWE under ringnavnet Roman Reigns.
Anoa'i er medlem af Anoa'i-familien, der er en samoaamerikansk wrestlingfamilie, som tæller flere tidligere WWE-wrestlere, heriblandt Rikishi, The Usos og The Rock. Han indstillede sin karriere i amerikansk fodbold i 2008 efter at have spillet for Minnesota Vikings, Jacksonville Jaguars og Edmonton Eskimos.
I 2010 skrev han kontrakt med World Wrestling Entertainment (WWE), hvor han startede i udviklingsorganisation NXT under ringnavnet Roman Reigns. I 2012 fik han sin debut på WWE's ugentlige tv-programmer RAW og SmackDown som en del af heel-gruppen The Shield sammen med Seth Rollins og Dean Ambrose. Sammen med Seth Rollins vandt han WWE Tag Team Championship én gang. I 2014 vakte han opsigt, da han slog Kanes rekord i årets Royal Rumble match ved at eliminere flere andre wrestlere (12) i én kamp.
I 2015 vandt han årets Royal Rumble og blev dermed topudfordreren til WWE World Heavyweight Championship. Roman Reigns møder den regerende verdensmester Brock Lesnar ved WWE's WrestleMania 31 i marts 2015.
Senere vandt han WWE World heavyweight Championship mod Dean Ambrose. Han er tre gange WWE Champion.